# キリスト教民主アピール
キリスト教民主アピール（キリストきょうみんしゅアピール、オランダ語: Christen Democratisch Appèl、略称: CDA）は、オランダの中道、中道右派、キリスト教民主主義政党。日本語ではキリスト教民主勢力、キリスト教民主同盟と表現されることもある。

## 概説

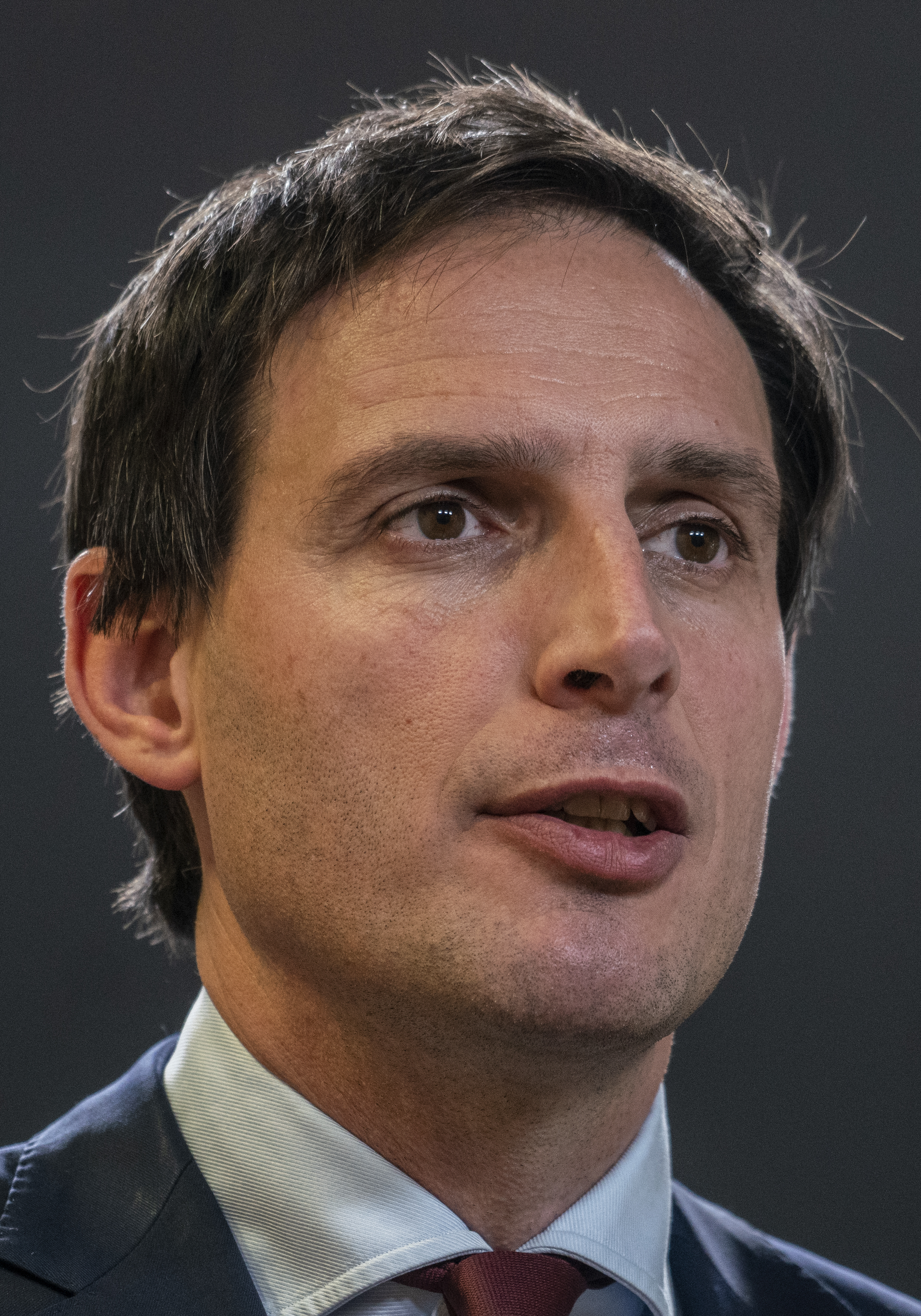
ウォプケ・フックストラ党首

1960年代から協力関係を模索していたキリスト教民主主義系の3党（カトリック人民党（KVP）、反革命党（ARP）、キリスト教歴史同盟（CHU））が、1980年10月11日に合併して誕生した。
国政においては、結党以来、第1次ウィム・コック内閣（1994年～1998年）、第2次ウィム・コック内閣（1998年～2002年）、第2次マルク・ルッテ内閣（2012年～2017年）を除く全ての内閣において連立政権に加わっており、2022年現在の第4次マルク・ルッテ内閣においても連立与党の立場を取る。党出身の首相としては、ドリース・ファン・アフト、ルード・ルベルス、ヤン・ペーター・バルケネンデの3名がいる。
2022年現在の党首はウォプケ・フックストラであり、第4次マルク・ルッテ内閣では副首相兼外務大臣を務めている。

## 歴史

### 1977年以前
1880年以降、規模の大きなカトリック系およびプロテスタント系諸政党が宗教学校への公的支出問題について共闘関係にあったことから、1888年に反革命党（プロテスタント系）のマッカイ男爵を首班とする初のキリスト教民主主義政権が誕生する。
だがこの政権は大規模であったが故に内紛が絶えず、教皇庁やオランダ領東インドの処遇を巡り1894年に保守系の反カトリック派が反革命党を離れキリスト教歴史同盟を結党。1918年以降はオランダ議会の両院に3党（カトリック人民党、反革命党、キリスト教歴史同盟）が鼎立し、うち少なくとも2党は政権与党であった。こうした状況は1967年まで続いた。
1960年代はオランダ社会において世俗化が進み、支持基盤がキリスト教民主主義政党から離れていった時代でもある。1963年の総選挙において3党で総得票数のうち半数以上を占めたものの、1972年の選挙では32%にまで低下した。この凋落により3党は再び接近を図り、1967年に将来の合併を企図すべく6名の国会議員がシンクタンクを設立。翌1968年、3党の党首が今後も共闘を続ける旨の声明を出す。
この声明は3党内（とくにカトリック人民党や反革命党）の進歩派に政治的連携への後悔の念を抱かせる結果に終わり、1968年には進歩派が社会民主主義を掲げる労働党（PvdA）との協力を模索する左派政党の急進党を結成。しかしながら3党は地方において依然として協力関係にあり、キリスト教民主主義政権を共に支えたり統一候補のリスト作成を提案したほか、1971年には共通のマニフェストを発表した。
1972年の選挙後、共闘関係は新たな局面を迎える。1973年に第二院議員のピエト・スティーンキャンプ（カトリック人民党所属）が3党合併協議会の会長に選出されると、新党結成の機運が一気に高まることとなる。

### 1977年から1994年まで
1977年の選挙に際し、3党はカトリック人民党のドリース・ファン・アフトを第一候補とする統一名簿を公表した。選挙戦でアフトは、新党が左右いずれにもよらない中道政党であることを強調した結果、49議席を獲得し、第2党となった。第1党の労働党との連立交渉が不調に終わった後、キリスト教民主アピールと自由民主国民党（VVD）による第1次ドリース・ファン・アフト内閣が、少数派内閣として発足した。一方で連立内閣への参加は、キリスト教民主アピール内部での進歩派（王党派）と保守派との間で少なからぬ軋轢が生じさせた。
1980年10月11日には、これまでの3党が解党しキリスト教民主アピールが正式に結成された。一方で、1981年3月には、反革命党系の党内左派が離脱し、EVPを設立した（後にEVPは他党と合併してフルンリンクスとなる）。
1981年5月の総選挙では48議席を獲得して第1党となり、労働党、民主66（D66）との連立による第2次ドリース・ファン・アフト内閣が発足する。しかし、キリスト教民主アピールと労働党の間での経済政策や雇用政策に関する対立から、1982年5月に労働党が連立内閣を離脱した。暫定内閣として民主66との連立による第3次ドリース・ファン・アフト内閣（少数派内閣）が発足した。
1982年の総選挙では、45議席を獲得して第2党となるが、第1党の労働党主導の内閣が形成できなかったため、キリスト教民主アピールと自由民主国民党との連立による第1次ルード・ルベルス内閣が誕生する。キリスト教民主アピールの新党首となったルベルスは、老齢年金および障害者年金の削減や公共部門の民営化など諸改革を矢継ぎ早に実施。この間キリスト教徒のみならず一般の国民からも支持を取り付けながら、1986年、1989年の各選挙に勝利した。しかし1989年の選挙で自由民主国民党と合わせても過半数に届かなかったため、労働党と共に第3次ルベルス政権を発足させ、労働党内から反発を少なからぬ受けつつも新自由主義的改革を断行していった。

### 1994年から現在まで
キリスト教民主アピールにとって1994年の総選挙は試練の連続であった。老齢、障害者両年金の改革に対して支持が集まらなかったことなどから、世論調査でも劇的な敗北を喫し、新政権は1918年以来初めてキリスト教民主主義政党以外の閣僚が占めることとなった。この決定はキリスト教民主アピール内に衝撃を与え、従来の方針を転換し共同体主義を掲げる政党へと舵を切る。
2002年、ピム・フォルタイン暗殺事件の直後の総選挙では議席数を大きく伸ばし、43議席を獲得して第1党となった。選挙後に自由民主国民党やピム・フォルタインリスト（LPF）を連立与党とする第1次バルケネンデ内閣を発足させたが、ピム・フォルタインリストの内部抗争によって短期間で瓦解した。2003年に総選挙が前倒しされると、44議席を獲得する。当初は労働党との連立交渉が行われるが、不調に終わり、自由民主国民党と民主66を連立与党とする第2次バルケネンデ内閣が発足した。連立内閣は移民法の厳格化や社会保障および労働法の改革などに取り組んだ。2006年にアヤーン・ヒルシ・アリの国籍問題を契機に民主66が連立を離脱すると、自由民主国民党との2党による少数派内閣（第3次バルケネンデ内閣）となった。
2006年でも引き続き第1党となると、翌2007年、労働党、キリスト教連合を連立与党とする第4次バルケネンデ内閣が発足する。2010年にアフガニスタンのウルーズガーン州における軍事任務の延長問題を契機に労働党が連立内閣を離脱すると、その後前倒しされた総選挙において議席を21議席に半減させ、第4党に後退する大敗を喫する。第1党の座は自由民主国民党に明け渡すこととなったが、第1次マルク・ルッテ内閣の連立与党に加わった。
2012年の総選挙では13議席、第5党に後退し、野党となった。2017年の総選挙では19議席まで議席を伸ばし、第3次マルク・ルッテ内閣の連立与党（自由民主国民党、キリスト教民主アピール、民主66、キリスト教連合）に加わった。2021年の総選挙では15議席を獲得した。連立協議は長引いたが、第4次マルク・ルッテ内閣の連立与党に留まった。

## 選挙結果
| 選挙年 | 得票数    | %     | 獲得議席数 | +/-      | 備考     |
| ------ | --------- | ----- | ---------- | -------- | -------- |
| 1977   | 2,652,278 | 31.89 | 49 / 150   | 増減なし | 連立与党 |
| 1981   | 2,677,259 | 30.81 | 48 / 150   | 1        | 連立与党 |
| 1982   | 2,420,441 | 29.39 | 45 / 150   | 3        | 連立与党 |
| 1986   | 3,172,918 | 34.59 | 54 / 150   | 9        | 連立与党 |
| 1989   | 3,135,056 | 35.32 | 54 / 150   | 増減なし | 連立与党 |
| 1994   | 1,996,418 | 22.23 | 34 / 150   | 20       | 野党     |
| 1998   | 1,581,053 | 18.37 | 29 / 150   | 5        | 野党     |
| 2002   | 2,653,723 | 27.93 | 43 / 150   | 14       | 連立与党 |
| 2003   | 2,763,480 | 28.62 | 44 / 150   | 1        | 連立与党 |
| 2006   | 2,608,573 | 26.51 | 41 / 150   | 3        | 連立与党 |
| 2010   | 1,281,886 | 13.61 | 21 / 150   | 20       | 連立与党 |
| 2012   | 801,620   | 8.51  | 13 / 150   | 8        | 野党     |
| 2017   | 1,301,796 | 12.38 | 19 / 150   | 6        | 連立与党 |
| 2021   | 990,601   | 9.50  | 15 / 150   | 4        | 連立与党 |

| 選挙年 | 得票数    | %     | 獲得議席数 | +/-      | 備考                                |
| ------ | --------- | ----- | ---------- | -------- | ----------------------------------- |
| 1979   | 2,017,743 | 35.60 | 10 / 25    | 増減なし |                                     |
| 1984   | 1,590,218 | 30.02 | 8 / 25     | 2        |                                     |
| 1989   | 1,814,107 | 34.60 | 10 / 25    | 2        |                                     |
| 1994   | 1,271,855 | 30.77 | 10 / 31    | 増減なし |                                     |
| 1999   | 954,898   | 26.94 | 9 / 31     | 1        |                                     |
| 2004   | 1,164,431 | 24.43 | 7 / 25     | 2        |                                     |
| 2009   | 913,233   | 20.05 | 5 / 25     | 2        |                                     |
| 2009   | 913,233   | 20.05 | 5 / 26     | 増減なし | ※リスボン条約批准後の議席数見直し後 |
| 2014   | 721,766   | 15.18 | 5 / 26     | 増減なし |                                     |
| 2019   | 669,555   | 12.18 | 4 / 26     | 1        |                                     |
| 2019   | 669,555   | 12.18 | 4 / 29     | 増減なし | ※英国のEU離脱に伴う議席数見直し後   |

- 2020年6月2日に50プラス所属のマンダース議員がCDAに移籍し、5議席となった[3]。

## イデオロギーと政策
キリスト教民主アピールはキリスト教民主主義政党であるが、党内にはユダヤ教徒やムスリム、ヒンズー教徒の議員もいる。これらのマイノリティがオランダの文化へ統合されることを支持している。
CDAは中道の政党とされている。2010年には極右の自由党の閣外協力を受けるマルク・ルッテ内閣に参加したが、フェルハーヘン院内総務はCDAが右翼的な政党になったとする見方を強く否定している。2012年に採択された新しい党の方針では、中道路線をとることを確認し、個人の機会の平等や環境税の導入などを掲げた。
主な主張としては、以下のようなものがある。
- 財政赤字は高齢化社会と対峙するため1世代で完済すべき。
- 薬物には厳罰をもって臨み、売春や中絶、そして安楽死により制限を加える。
- 欧州連合を強く支持し、将来のトルコの加盟にも賛成。
- 学校や病院への政府の規制を減らし、自主的な運営をさせることを目指す。

## 地方自治
国内の地方議会において所属議員数が最多を誇る上、ほとんどの自治体政府において与党となっている。また、414名中、約125名の党員市長を抱える。

## 選挙母体
カトリック、プロテスタント双方の信者に支えられ、とりわけ農村部の高齢者の間で支持が厚いが、キリスト教民主アピールが一時期中道政党を標榜していたことから、各階層のあらゆる宗教の信者を惹き付けている。地理的に見ると、北ブラバント、リンブルフ、オーファーアイセルの各州で強い。2006年の選挙ではオーファーアイセル州トゥッベルヘンにて最高得票率（66.59%）を記録。一方、国内4主要都市（アムステルダム、ロッテルダム、デン・ハーグおよびユトレヒト）で弱い。

## 党組織

### 党員数
2022年時点の党員数は34,832名とされる。党員数は減少傾向にある。

### 関連組織
- キリスト教民主青年アピール（英語版） (Christen-Democratische Jongeren Appèl: CDJA) ：青年組織（1981年設立[4]）
- CDA女性局（CDA-Vrouwenberaad: CDAV）：男女平等問題に取り組む組織（1973年設立[4]）
- CDA科学研究所（Wetenschappelijk Instituut voor het CDA: WI）：党シンクタンク（1977年設立、1981年に現在の名称に改称[4]）
- スティーンカンプ研究所（Steenkampinstituut）：研修プログラムを実施する組織。（1980年設立、1990年に現在の名称に改称[4]）
- エドゥアルド・フレイ財団（CDA Stichting voor internationale solidariteit 'Eduardo Frei': EFF）：中東欧のキリスト教民主主義政党を支援する組織（1990年設立）。財団名は、チリのキリスト教民主党のエドゥアルド・フレイ・モンタルバ元チリ大統領に由来する。[5]

この他、歴史的には「柱状化」の影響から、放送局（KRO-NCRV）や新聞社のトラウ（Trouw）、経営者団体、労働組合等に、党と関連が深い団体がある。

### 国際組織
欧州人民党および中道民主インターナショナルに加盟している。欧州議会では欧州人民党グループに所属している。

## 国際比較
キリスト教民主アピール以外でヨーロッパに存在する、主要キリスト教民主主義政党としてはドイツのキリスト教民主同盟が挙げられる。キリスト教民主アピールは国内最大の右派政党だが、イギリスの保守党よりは中道寄りと看做される。